# Операція «Платинфукс»
Опера́ція «Платинфукс» (нім. Unternehmen Platinfuchs; фін. operaatio Platinakettu) — військова операція німецьких та фінських військ на північному фланзі німецько-радянської війни у фінській Лапландії та в західній частині Мурманської області. Операція, яка тривала з 29 червня до 21 вересня 1941 року, була складовою частиною операції «Зільберфукс», її головною метою було захоплення Мурманська — стратегічно важливого радянського морського порту.

## Історія
О 3-й годині ранку 29 червня 1941 року у ранковому тумані німецькі гірські стрільці за підтримки фінських військ (підрозділів окремого загону «Осасто», двох батальйонів 14-ого піхотного полку та прикордонників) без попередньої авіаційної підготовки перетнули радянсько-фінський кордон та вдерлись на територію СРСР.
Їм протистояли дві дивізії 14-ї армії генерал-лейтенанта Фролова: 14-та та 52-га стрілецькі. Безпосередньо у смузі наступу німецьких гірських військ тримали оборону прикордонні частини, 23-й укріплений район і два полки 14-ї стрілецької дивізії, які почали розгортатися по кордону з 22 червня 1941 року. Першими в бої з противником вступили прикордонні війська НКВС.
Початок наступу для німців був оптимістичним. Практично не зустрічаючи опору, підрозділи 2-ї дивізії генерал-лейтенанта Е. Шлеммера взяли під контроль перешийок на півострові Рибачий. Водночас 3-тя гірська дивізія генерал-майора Г. Крейсінга пройшла лінію опорних пунктів радянських прикордонників, переправилась поромом через річку Титовку й вирушили на схід. Однак ближче до полудня німці з'ясували, що інформація про наявність польових доріг між долиною річки Титовка та Великою Західною Ліцєю не відповідає дійсності. Зважаючи на те, що просування тундрою стало занадто ускладненим, командування ухвалило рішення перекинути 3-ю дивізію на Петсамо вслід за 2-ю.

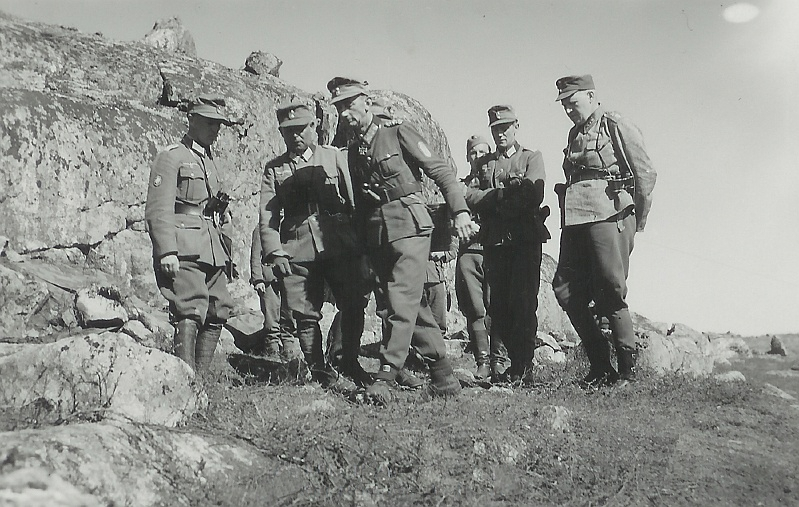
Командир гірського корпусу «Норвегія» генерал гірсько-піхотних військ Е.Дітль з фінськими офіцерами на фронті

Ефект раптового нападу був втрачений і незабаром німецькі війська зіткнулись з організованим опором підрозділів Червоної армії. Наразившись на запеклий спротив радянських військ на рубежах півострова Рибачий, гірська піхота Е. Дітля марно намагалась прорватися, і згодом перейшла до позиційної оборони. Частина сил 2-ї дивізії перейшла в підпорядкування 3-ї гірської дивізії, яка з боями просувалась до річки Західна Ліца, де спромоглась переправитися на протилежний берег та створити плацдарм.
На цьому рубежі радянські війська зупинили німецький наступ і подальші спроби вермахту прорватись далі на схід зазнали невдачі. Тим часом 6 та 7 липня Червона армія висадила морські десанти на берегу Західної Ліці. Ці десанти, що захопили позиції на північному та південному берегах бухти Західна Ліца, змусили німців відмовитися від подальших спроб атакувати позиції 52-ї стрілецької дивізії й виділити батальйон для прикриття одного зі своїх флангів.

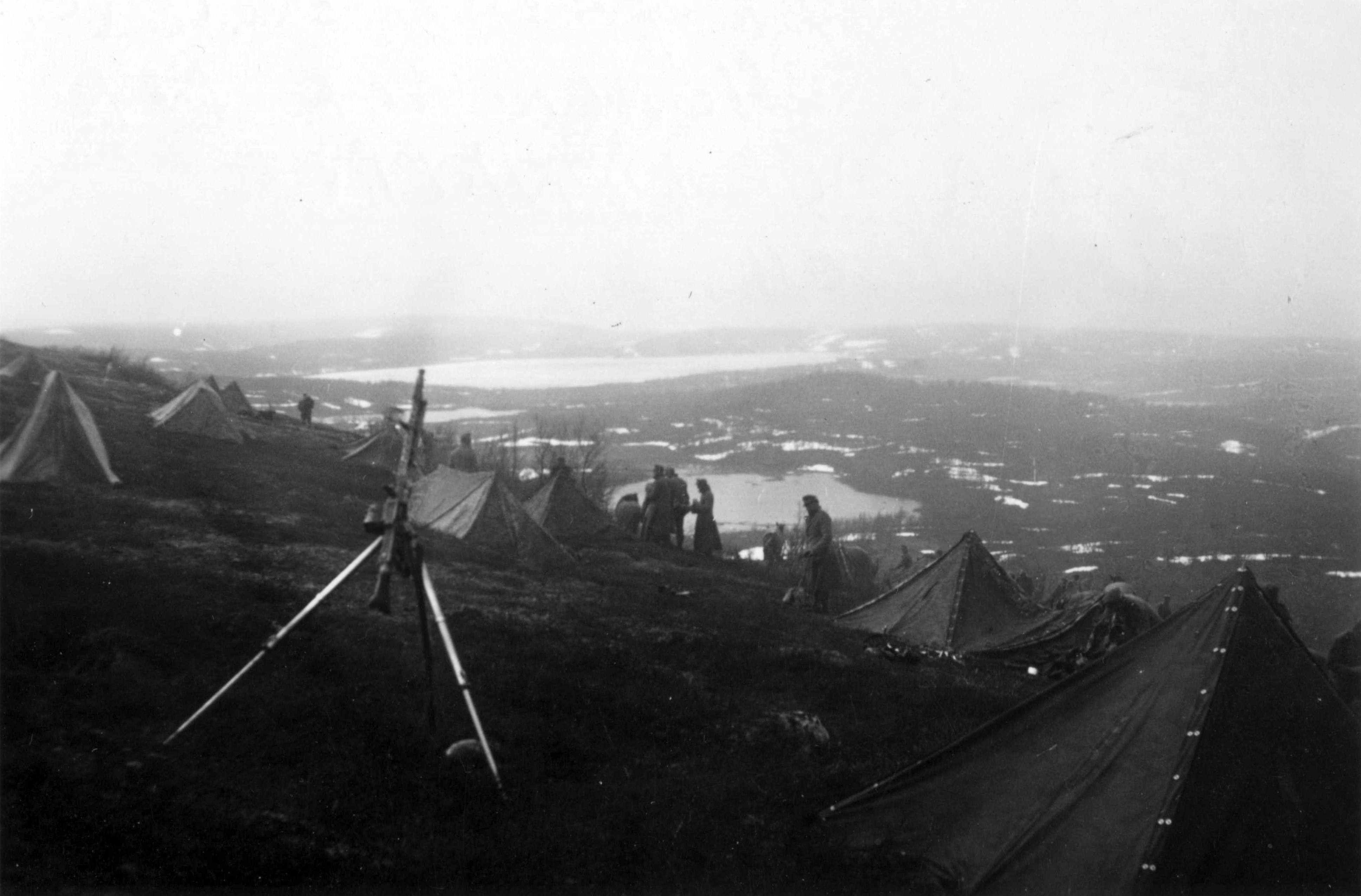
Німецькі війська перед початком наступу на Радянський Союз. Червень 1941

Нагальна потреба забезпечити оборону Петсамо, блокувати півострів Рибачий і одночасно захищати свій лівий фланг, котрий розтягнувся між Титовкою і Великою Західною Ліцею, виснажила сили корпусу Дітля. 7 липня ОКВ наказало армії «Норвегія» передати Дітлю деякі частини XXXVI командування і вивчити можливість використання фінських частин для посилення темпів наступу гірського корпусу «Норвегія».
На 10 липня Е. Дітль планував нову атаку противника, проте зв'язківець-мотоцикліст заблукав та потрапив разом з документами плану операції прямо в руки радянських солдатів. Командиру корпусу довелось скасувати цей задум. 13 липня все ж таки німецькі дивізії здійснили чергову спробу відновити наступ, намагаючись прорвати укріплення Червоної армії та прорватись далі на Мурманськ. Водночас, досягнувши певного успіху, німці знову зав'язли в оборонній системі супротивника й зупинились.
14 липня сили радянського Північного флоту — 5 патрульних катерів, 3 сторожові кораблі, 3 тральщики — висадили новий десант на західному березі губи Західна Ліца: 1350 бійців 325-го стрілецького полку 14-ї стрілецької дивізії та батальйон морської піхоти чисельністю 250 бійців (командир — батальйонний комісар А. А. Шакіто). До загону прикриття входило 3 есмінці. Одночасно висаджується відволікаюча розвідувальна група кількістю 50 бійців біля мису Пікшуєв. Радянський десант вів бої до кінця липня і тільки в перших числах серпня у зв'язку з нагальною потребою в продовольстві і боєприпасах, складнощами в евакуації поранених відійшов з боями на північно-західне узбережжя губи Велика Західна Ліца. Звідси 2 серпня кораблі Північного флоту переправили їх на східний берег до розташування радянських частин.
31 липня британська авіація вперше бомбила німецькі війська на фінській території в Петсамо. У нальоті брали участь палубні бомбардувальники з авіаносця «Фьюріес».
Таким чином, для німецьких гірських стрільців ситуація різко погіршилася і генерал Дітль знову був змушений віддати наказ про припинення наступу. Німці утримували тоненькою смужкою 57 км фронту поздовж Західної Ліці до півострова Рибачий, практично не маючи резервів. Через складні умови місцевості вони не мали можливості надіслати підкріплення безпосередньо до лінії зіткнення. Командування вермахту звернулось особисто до Гітлера з проханням посилити свої війська на крайній Півночі, й після вагань фюрер дозволив розпочати передислокацію 6-ї гірської дивізії майбутнього генерал-фельдмаршала, а на той час оберста, Ф. Шернера з Греції до Норвегії. Тим часом війська гірського корпусу «Норвегія» перейшли до позиційної оборони.
Після переоцінки ситуації, що склалася, Гітлер дозволив надати корпусу Дітля ще два полки: 388-й піхотний та 9-й піхотний СС, аби він міг відновити свій наступ.
Наприкінці серпня генерал Е. Дітль, реально оцінивши ситуацію, дійшов висновку, що найближчим часом підкріплення чекати марно. У північних водах Атлантики панували британські та радянські підводні човни, доставка транспортними суднами поповнення коштуватиме занадто дорого, а тому, швидше за все, постачання припиниться, коли прийде арктичний холод. До того ж він мав великі сумніви, що наявних сил (разом з 6-ю гірськопіхотною дивізією) буде досить для форсування Кольської затоки, виходу на східний берег і окупації Мурманська.
Тому, перегрупувавши свої наявні сили, німецький генерал спланував черговий наступ, зосередивши основні зусилля на прориві фронту зі своїх плацдармів, змінивши трохи початковий план. Головною ідеєю замислу стало прорив оборонних позицій росіян на флангах, просування поздовж трьох доріг та опанування панівних висот, з яких гірські стрільці могли надалі вийти в тил радянському угрупованню.
8 вересня німецькі війська утретє почали атаку і вже в другій половині дня обидві дивізії доповіли про успіх, досягнутий на обох флангах. Лівий фланг 2-ї гірськопіхотної дивізії почав атаку з плацдарму, опанував висоту 173,7 і продовжив рух на південь. Одночасно правофланговий полк 3-ї гірськопіхотної дивізії просунувся на два з половиною кілометри в бік озера Куйрк. Втім німецькі підрозділи наштовхнулись на запеклий опір радянських військ; формування 14-ї армії проводили одну контратаку за другою, не жаліючи ані сил, ані людей. Постійними діями війська Червоної армії вимотували противника й ліквідували будь-яку можливість подальшого просування вперед. 18 вересня Дітль і начальник штабу армії нарешті вирішили, що наступ гірського корпусу «Норвегія» потрібно зупинити. Сил у німців просто не залишилося.
У результаті військової операції, що тривала два з половиною місяці, гірський корпус «Норвегія» втратив загиблими та пораненими 10 290 чоловіків і просунувся приблизно на 24 кілометри від державного кордону вглиб території СРСР. Наприкінці кампанії Мурманськ, що був жаданою метою фюрера, так і залишався таким же недосяжним, яким і був із самого початку. 22 вересня 1941 Гітлер підписав директиву ОКВ № 36, в якій йшлося про тимчасове припинення наступу гірського корпусу на Мурманськ. Операція «Платинфукс» провалилася.